# Сан (город в Мали)
Сан (фр. San) — город на юго-западе центральной части Мали, в области Сегу.

## Географическое положение
Находится в 10 км от реки Бани и в 190 км к востоку от административного центра области, города Сегу, на высоте 263 м над уровнем моря. Город Сан является центром производства боголанфини — традиционной малийской ткани.

## Население
По данным на 2013 год численность населения города составляла 30 372 человека. Население коммуны Сан по данным на 2009 год составляет 60 078 человек; площадь коммуны — 155 км². Как и на большей части территории Мали, большинство населения города — мусульмане, хотя имеется анимистическое и христианское меньшинства. В Сане расположены несколько мечетей, наиболее интересна из них Большая мечеть (фр. Grande mosquée de San) — монументальное здание суданской архитектуры.
Динамика численности населения города по годам:
| 1976   | 1987   | 1998   | 2013   |
| ------ | ------ | ------ | ------ |
| 23 378 | 30 772 | 26 744 | 30 372 |

## Города-побратимы
- Шомон, Франция[5]